# Звинче
Звинче́ (болг. Звънче) — село в Кирджалійській області Болгарії. Входить до складу общини Кирджалі.

## Населення
За даними перепису населення 2011 року у селі проживали 40 осіб, з них 38 осіб (95,0%) — не визначились щодо національності.
Розподіл населення за віком у 2011 році:
Динаміка населення: